# کالاساتاما
کالاساتاما (به فنلاندی: Kalasatama) یک منطقهٔ مسکونی در فنلاند است که در هلسینکی واقع شده‌است. کالاساتاما ۰٫۷۰ کیلومتر مربع مساحت و ۴٬۶۳۲ نفر جمعیت دارد.